# Руднє-Вигранська сільська рада
Руднє-Вигранська сільська рада (Руднє-Вигнанська сільська рада) — колишня адміністративно-територіальна одиниця та орган місцевого самоврядування у Лугинському районі Коростенської й Волинської округ, Київської та Житомирської областей Української РСР з адміністративним центром у селі Рудня-Вигранка.

## Населені пункти
Сільській раді на час ліквідації були підпорядковані населені пункти:
- с. Рудня-Вигранка;
- с. Рудня-Гамарня.

## Населення
У 1926 році чисельність населення сільської ради становила 651 особу.
Кількість населення ради, станом на 1931 рік, становила 975 осіб.

## Історія та адміністративний устрій
Створена 8 вересня 1925 року як польська національна сільська рада, в складі сіл Рудня-Вигнанка (Рудня-Вигранка) та Рудня-Гамарня Бовсунівської сільської ради Лугинського району Коростенської округи.
Станом на 1 вересня 1946 року сільська рада входила до складу Лугинського району Житомирської області, на обліку в раді перебували села Рудня-Вигранка та Рудня-Гамарня.
Ліквідована 5 квітня 1951 року, відповідно до указу Президії Верховної ради Української РСР «Про ліквідацію Руднє-Вигранської сільської ради Лугинського району», територію та населені пункти ради приєднано до складу Лугинської Другої сільської ради Лугинського району Житомирської області.